# Camorta (Insel)
Camorta (nicobarisch: Kamorta) ist eine indische Insel. Sie gehört zu den Nikobaren im Indischen Ozean.
Sie liegt 2,6 km westlich der Nachbarinsel Trinket, nördlich 760 Meter von Nancowry und 8 km östlich von Katchal. Nach der indischen Volkszählung im Jahr 2001 lebten auf der Insel 2859 Menschen. Die größten Dörfer waren: Kamorta/Kalatapu, Pilpilow, Kakana und Daring. Zu dieser Zeit hatte die Insel eine Fläche von 188,2 km².
Im Süden erreicht die Insel eine Höhe von 186 Metern.
Zwischen Nancowry und Camorta erstreckt sich ein idealer Naturhafen, der als einer der sichersten Naturhäfen der Welt bezeichnet wurde und den Europäern bereits im 17. Jahrhundert bekannt war. Dieser Hafen wurde häufig auch von Piraten genutzt, bis ihn die Engländer 1869 mit einem Stützpunkt sicherten.
Im Oktober 1756 wurde von einer dänischen Expedition unter Volquart – nach dem Scheitern auf Groß Nikobar – auf Camorta ein Stützpunkt errichtet und die Insel als Neu Saatland (Nye Sädland) in Besitz genommen. Damals war sie unbewohnt. Die Bewohner der Nachbarinsel Nancowry unterhielten einige Felder mit Kokos- und Areka- oder Betelnuss-Palmen. Neben Europäern und Indern kamen auch Nikobareser auf die Insel, die bald einen Aufstand entfachten und die Fremden verjagten.
1768 erreichten Herrnhuter-Missionare die Insel, zogen jedoch auf das ihnen besser geeignet erscheinende Nancowry weiter. 1778 wurde die Insel von der Triestiner Ostindischen Handelskompanie zu einer österreichischen Kronkolonie erklärt. 1784 wurde dieser Anspruch schon wieder aufgegeben.
In den großen Flutwellen des Tsunamis als Folge des schweren Seebebens im Indischen Ozean 2004 wurde Camorta schwer verwüstet.